# Klauzula negative pledge
Klauzula negative pledge – postanowienie umowne zamieszczane w umowach kredytu lub pożyczki w celu ochrony interesów wierzyciela. W ramach negative pledge dłużnik zobowiązuje się do nieobciążania swego obecnego i przyszłego majątku hipoteką lub zastawem, do niezaciągania większych zobowiązań oraz do niepodejmowania innych przesunięć majątkowych, które mogłyby utrudniać zaspokojenie roszczeń wierzyciela bez jego zgody. Taki sposób ochrony wierzyciela ma na względzie także interes dłużnika, któremu może zależeć na tym, by osoby trzecie nie znały stanu jego zadłużenia. Celem negative pledge jest bowiem zabezpieczenie pozycji wierzyciela bez konieczności kosztownego i długotrwałego ustanawiania i ujawniania zabezpieczenia długu w rejestrach publicznych.
Klauzula negative pledge stanowi bezpłatną alternatywę dla kosztownego zabezpieczania wierzytelności prawami rzeczowymi. Początek swój znalazła w prawie anglosaskim, gdzie pierwotnie nie funkcjonowały rejestry publiczne takie jak księgi wieczyste czy rejestry zastawów, mogące służyć ujawnieniu uprawnień rzeczowych wierzyciela.
Prawo polskie dopuszcza stosowanie negative pledge w ramach ogólnej zasady swobody umów. W oparciu o tę klauzulę wierzyciel zyskuje prawo żądania uznania czynności dłużnika sprzecznej z umową za bezskuteczną wobec niego w ramach ius ad rem. Skuteczność uprawnienia wierzyciela zależy od tego, czy osoba trzecia, z którą dłużnik dokonał czynności wiedziała o treści klauzuli lub od tego, czy uzyskała przysporzenie z majątku dłużnika nieodpłatnie. W razie sporządzenia umowy w formie pisemnej z podpisami notarialnie poświadczonymi roszczenie wierzyciela z tytułu negative pledge może być ujawnione w księdze wieczystej bez konieczności sporządzania aktu notarialnego z pierwszeństwem przed późniejszymi wpisami hipotecznymi.
Klauzula negative pledge nie odgrywa większej roli w praktyce krajowego obrotu gospodarczego, bowiem jej najwięksi potencjalni beneficjenci to banki, które jednak posiadają ustawowe przywileje pozwalające zredukować koszty ustanawiania zabezpieczeń rzeczowych.